# Robion Kirby
Robion Cromwell Kirby (ur. 25 lutego 1938 w Chicago) – amerykański matematyk, profesor Uniwersytetu Kalifornijskiego w Berkeley zajmujący się topologią niskowymiarową. 
Współwynalazca niezmiennika Kirby'ego-Siebenmanna, pomocy w klasyfikacji struktur kawałkami liniowych na rozmaitościach topologicznych, w którym podstawą jest znana sztuczka z torusem jego autorstwa. Udowodnił fundamentalne twierdzenie analizy Kirby'ego, metodę opisywania 3-rozmaitości i gładkich 4-rozmaitości.
W 2001 został wybrany do National Academy of Sciences.

## Publikacje
- Robion C. Kirby, Laurence C. Siebenmann "Foundational Essays on Topological Manifolds, Smoothings, and Triangulations." ISBN 0-691-08191-3,
- Robion C. Kirby "Topology of 4-Manifolds" ISBN 0-387-51148-2.